# Torneo de Mallorca 2022
El Mallorca Championships 2022 fue un torneo de tenis en césped al aire libre que se juega en Santa Ponsa, Mallorca (España) del 19 al 25 de junio de 2022.

## Distribución de puntos
| Modalidad            | Campeón | Finalista | Semifinales | Cuartos de final | 2ª ronda | 1ª ronda | Clasificados | 2ª ronda de clasificación | 1ª ronda de clasificación |
| Individual masculino | 250     | 165       | 100         | 50               | 25       | 0        | 13           | 7                         | 0                         |
| Dobles masculino     | 250     | 150       | 90          | 45               | 20       | 0        | -            | -                         | -                         |

## Cabezas de serie

### Individuales masculino
| Tenista                 | Ranking | Preclasificado |
| Daniil Medvédev         | 1       | 1              |
| Stefanos Tsitsipas      | 6       | 2              |
| Denis Shapovalov        | 15      | 3              |
| Pablo Carreño           | 19      | 4              |
| Roberto Bautista        | 20      | 5              |
| Botic van de Zandschulp | 29      | 6              |
| Miomir Kecmanović       | 30      | 7              |
| Sebastián Báez          | 34      | 8              |

- Ranking del 13 de junio de 2022.[2]

### Dobles masculino
| Tenista                           | Ranking | Preclasificado |
| Marcelo Arévalo Jean-Julien Rojer | 21      | 1              |
| Kevin Krawietz Andreas Mies       | 60      | 2              |
| Santiago González Andrés Molteni  | 68      | 3              |
| Andrey Golubev Máximo González    | 74      | 4              |

## Campeones

### Individual masculino
Stefanos Tsitsipas venció a  Roberto Bautista por 6-4, 3-6, 7-6(7-2)

### Dobles masculino
Rafael Matos /  David Vega Hernández vencieron a  Ariel Behar /  Gonzalo Escobar por 7-6(7-5), 6-7(6-8), [10-1]